# 朱婉清
朱婉清（1950年2月9日—），台灣女作家，生於台北市，籍貫江蘇宜興，國立中興大學中國文學系畢業，聖若望大學東亞政治系碩士，紐約大學歷史系博士班進修。曾任《北美世界日報》編輯、《台灣新生報》紐約特派員、《中央日報》副刊編輯、《你我他電視周刊》編輯主任、中國婦女寫作協會理事長、《摩登家庭雜誌》創辦人、紐約中華文化復興運動促進會《文薈季刊》主編、中國電視公司出版部《掃描綫雜誌》總編輯、中視文化公司顧問兼《掃描綫周刊》總編輯、行政院文化建設委員會編審、僑務委員會視察、外交部新聞文化司專門委員、臺灣省政府參議兼主席臺北辦公室主任、行政院第六組組長、台灣師範大學圖文傳播系兼任講師、政治作戰學校新聞系兼任講師、淡江大學大眾傳播學系兼任講師、中央廣播電台董事長。

## 生平
朱婉清父親朱虛白為吳國楨擔任台灣省主席時第一任台灣省政府新聞處處長，曾與王惕吾共同創辦聯合報，後擔任行政院新聞局簡任顧問。母親潘毓萱為中華民國婦女聯合會委員，一直追隨宋美齡工作。姑父吳南如曾任行政院新聞局局長、駐伊朗與科威特大使、外交部外交領事人員訓練所創辦人與第一任所長。丈夫何景賢比朱婉清年長16歲，其父曾經與前中華民國副總統謝東閔一起到廣東就讀中山大學。
2000年10月，朱婉清被指控侵吞中央廣播電台「遷建購機準備金」新臺幣1600萬元，用於繳交中國國民黨黨費與整修私宅等。2000年12月6日，朱婉清被臺灣臺北地方法院檢察署檢察官朱文德依《中華民國刑法》「業務侵占罪」提起公訴，求處有期徒刑1年2個月。朱婉清以新臺幣50萬元交保後攜子潛逃美國，宣稱自己是因央廣內鬥遭誣陷。朱婉清之夫何景賢表示，朱婉清為了帶兒子至美國賓州就讀軍校才出國，非潛逃。2001年，臺灣臺北地方法院對朱婉清發布通緝。 
2013年6月24日，臺灣臺北地方法院判決，《中華民國刑法》業務侵占罪的法定刑最重為有期徒刑5年，因朱婉清適用《刑事訴訟法》修正前的追訴權時效10年，追訴權時效又因通緝加計10年的四分之一（2年6個月），故追訴權時效共12年6個月，追訴權時效已在本年5月4日完成，故依《刑事訴訟法》判決免訴。
2016年11月，朱婉清悄然回到台灣。2016年11月21日，朱婉清昔日好友趙復芬、胡錦、郭小莊、王海波、孫麗虹、朱陸豪、顧安生應朱婉清邀請，在台北市松山區慶城街朱家聚會。

## 著作
- 《電視聯播時代：內容與分析》：幼獅文化1985年出版[3]。
- 《朱婉清自選集》：黎明文化1988年出版。
- 《愛要能守也能攻》：平安文化1998年出版，ISBN 9578032080。
- 《問我年輕的秘密》：平安文化1999年出版，ISBN 9578032293。

## 戲劇

### 電視歌仔戲
| 年份   | 播出日期 | 頻道 | 劇名           | 角色   | 備註                    |
| ------ | -------- | ---- | -------------- | ------ | ----------------------- |
| 1997年 | 10月25日 | 華視 | 梁山伯與祝英台 | 梁山伯 | 共一集。 光復節特別節目 |